# Winkel (Países Baixos)
Winkel (52° 45′ N, 4° 54′ L) é uma cidade dos Países Baixos, na província de Holanda do Norte. Winkel pertence ao município de Niedorp, e está situada a 11 km, a norte de Heerhugowaard.
Em 2001, a cidade de Winkel tinha 2224 habitantes. A área urbana da cidade é de 1.1 km², e tem 861 residências.
A área de Winkel, que também inclui as partes periféricas da cidade, bem como a zona rural circundante, tem uma população estimada em 2650 habitantes.